# Pietro Benini

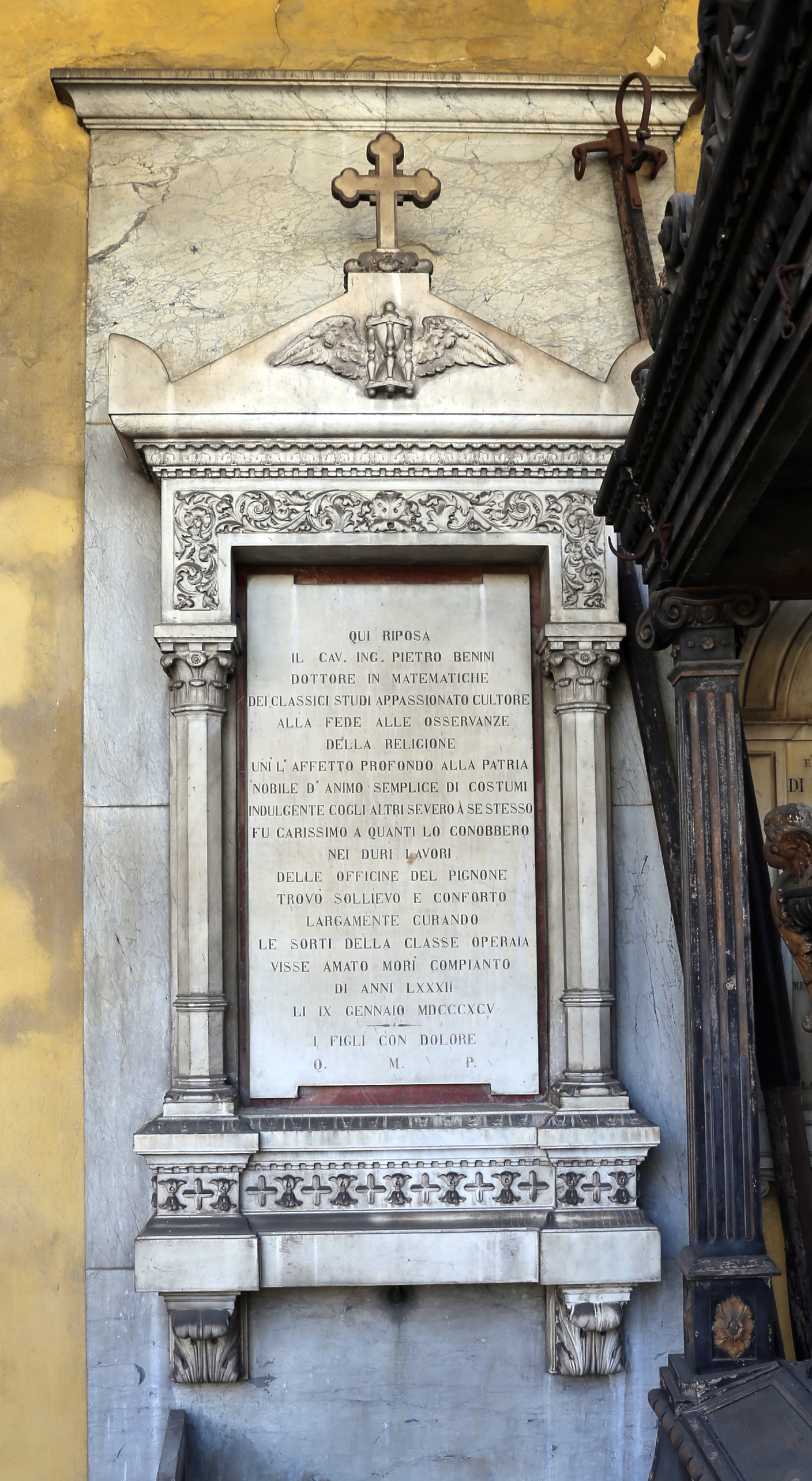
La tomba nel Cimitero dei Pinti

Pietro Benini (Lastra a Signa, 19 febbraio 1813 – Firenze, 9 gennaio 1895) è stato un ingegnere e imprenditore italiano nel settore metalmeccanico.

## Biografia
Nato a Lastra a Signa il 19 febbraio 1813 da Pasquale e Maddalena Lampredi, Pietro si laureò in scienze matematiche all'università di Pisa con Giovanni Pieragnoli nel 1834 e in seguitò conseguì a Torino il titolo di ingegnere. Ereditò dal padre Pasquale Benini la Fonderia del Pignone, continuandone lo sviluppo.
Nel 1855 affiancò alla sua attività imprenditoriale quella di direttore dello stabilimento di Follonica, dove dimostrò la propria valenza tecnica apportando numerosi miglioramenti al ciclo produttivo.
Nel 1856 realizzò il primo motore a scoppio seguendo il progetto di Eugenio Barsanti e Felice Matteucci.
Ebbe anche una parte fondamentale nella creazione della Società Alti Forni e Fonderia di Piombino
Fu vicepresidente della Società Operaia di Firenze.
Morì il 9 gennaio 1895 nella sua abitazione e fu tumulato nel Camposanto monumentale della Ven. Arciconfraternita della Misericordia di Firenze, il Cimitero dei Pinti.